# Frans Feremans
Frans Feremans (Walem, 15 augustus 1924 - Bonheiden, 10 november 2007) was een Belgisch atleet en wielrenner, die zich aanvankelijk succesvol toelegde op het veldlopen, maar na een voetblessure overstapte op het veldrijden, waarin hij eveneens verschillende successen boekte.

## Carrière

### Veldlopen
Frans Feremans werd geboren te Walem in het uiterste hoekje van Battenbroek, nabij het Zennegat. Zijn vader, Victor, was gehuwd met Bertha Nijs, samen kregen ze twaalf kinderen, van wie er drie op jonge leeftijd stierven en negen opgroeiden op de pachthoeve naast de Dijle.
In 1936 op zijn twaalfde sloot Feremans zich aan bij de atletiekclub van FC Malinois. Hij nam in dat jaar deel aan een criterium voor jongeren, ingericht door het dagblad Le Soir. Hij eindigde daarin als tweede op een totaal van 750 mededingers. Hij behaalde bij FC Mechelen verschillende overwinningen en ereprijzen en groeide er uit tot een gedegen veldloper. In 1946 werd hij geselecteerd door de Belgische Atletiekbond voor deelname aan de Cross der Natiën, die dat jaar gehouden werd in Ayr in Schotland. België mocht negen veldlopers afvaardigen, waaronder twee Walemnaars, namelijk Frans Feremans (nr.4) en Ward Schroeven (nr 5), onder wiens vleugels hij was opgegroeid. Feremans eindigde in die internationale cross op de negende plaats.
Nochtans bleef Frans ervan dromen veldrijder te worden. Kanunnik Dessain, de geestelijke sportmentor van Malinois, die van zijn plannen had gehoord, kwam bij vader Feremans aankloppen en zo werden de veldrijdersdromen nog wat opgeborgen, tot een ongelukkig toeval hem bij zijn droom een handje kwam toesteken. In 1947 werd Frans opnieuw door de Belgische atletiekbond geselecteerd voor de landenveldloop, welke toen plaatsvond in Saint-Cloud. Tijdens deze veldloop trapte een van de deelnemers met zijn spikes achter op de hiel van Frans. Hij werd hierdoor gekwetst, viel en brak -zoals later zal blijken- een voetbeentje. Hij liep deze koers uit en eindigde toch nog op de vierendertigste plaats.

### Veldrijden
Na veel gesukkel met die voet kwam er een einde aan zijn carrière als amateur-veldloper. Feremans schakelde over op veldrijden, wat minder belastend was voor die voet, bovendien was dit altijd zijn droom geweest. Begin 1949 kreeg hij zijn rennersvergunning, hij werkte dan overdag bij de post en na zijn uren werd alle vrije tijd besteed aan training.
In 1952 kwam hij aan de start van het Belgisch kampioenschap veldrijden in Hoeselt en eindigde er tweede, achter Firmin Van Kerrebroeck.
Het Belgisch kampioenschap veldrijden 1954 werd ingericht in Hombeek. Op Feremans stond die dag geen rem, hij had al zijn tegenstanders uit het wiel gereden, alleen Furnière (de titeldrager van het vorig jaar) bleef aanpikken. Maar toen kwam het kantelmoment van de koers: op het brugje liet Frans Furnière achter zich en reed de laatste ronde helemaal alleen. Frans Feremans heeft nog tot zijn 35e blijven deelnemen aan wedstrijden in het veldrijden en heeft nog verschillende prijzen behaald.